# Sarah Brightman In Concert With Orchestra
Sarah Brightman In Concert With Orchestra es una gira de la cantante británica Sarah Brightman que comprende 8 conciertos en Japón, 1 en Corea del Sur y 1 en Macau. La cantante fue acompañada por una gran orquesta en cada ciudad y el tenor Erkan Aki.

## Fechas
1. 12 de octubre de 2010, Tokio: Foro Internacional de Tokio
2. 14 de octubre de 2010, Nagoya: Nihon Gaishi Hall
3. 15 de octubre de 2010, Kanazawa: Ishikawa Sogo Sports Center
4. 17 de octubre de 2010, Tokio: Foro Internacional de Tokio
5. 18 de octubre de 2010, Tokio: Foro Internacional de Tokio
6. 20 de octubre de 2010, Osaka: Castle Hall
7. 21 de octubre de 2010, Tokio: Foro Internacional de Tokio
8. 22 de octubre de 2010, Tokio: Foro Internacional de Tokio
9. 24 de octubre de 2010, Macau: Cotai Arena
10. 26 de octubre de 2010, Seúl: Chamsil Gymnasium

SETLIST:
ACTO I
1. Overture:Tallis Fantasia (Orchestra)
2. Bailero
3. La Wally
4. Serenade
5. How Fair This Place
6. Nessun Dorma
7. Cappricio Espagnol (Orchestra)
8. It's a Beautiful Day
9. Stranger In Paradise
10. Hijo De La Luna
11. La Luna

ACTO II
1. Japanese Garden (Orchestra)
2. What A Wonderful World
3. Scarborough Fair
4. He Doesn't See Me
5. Sarabande (Orchestra)
6. Anytime Anywhere
7. Nella Fantasia
8. Canto Della Terra (con Erkan Aki)
9. Wishing You Were Somehow Here Again
10. Phantom Of The Opera (con Erkan Aki)
11. Time To Say Goodbye
12. Running (Encore)
13. Ave Maria (Encore)